# Tècnica del patch clamp

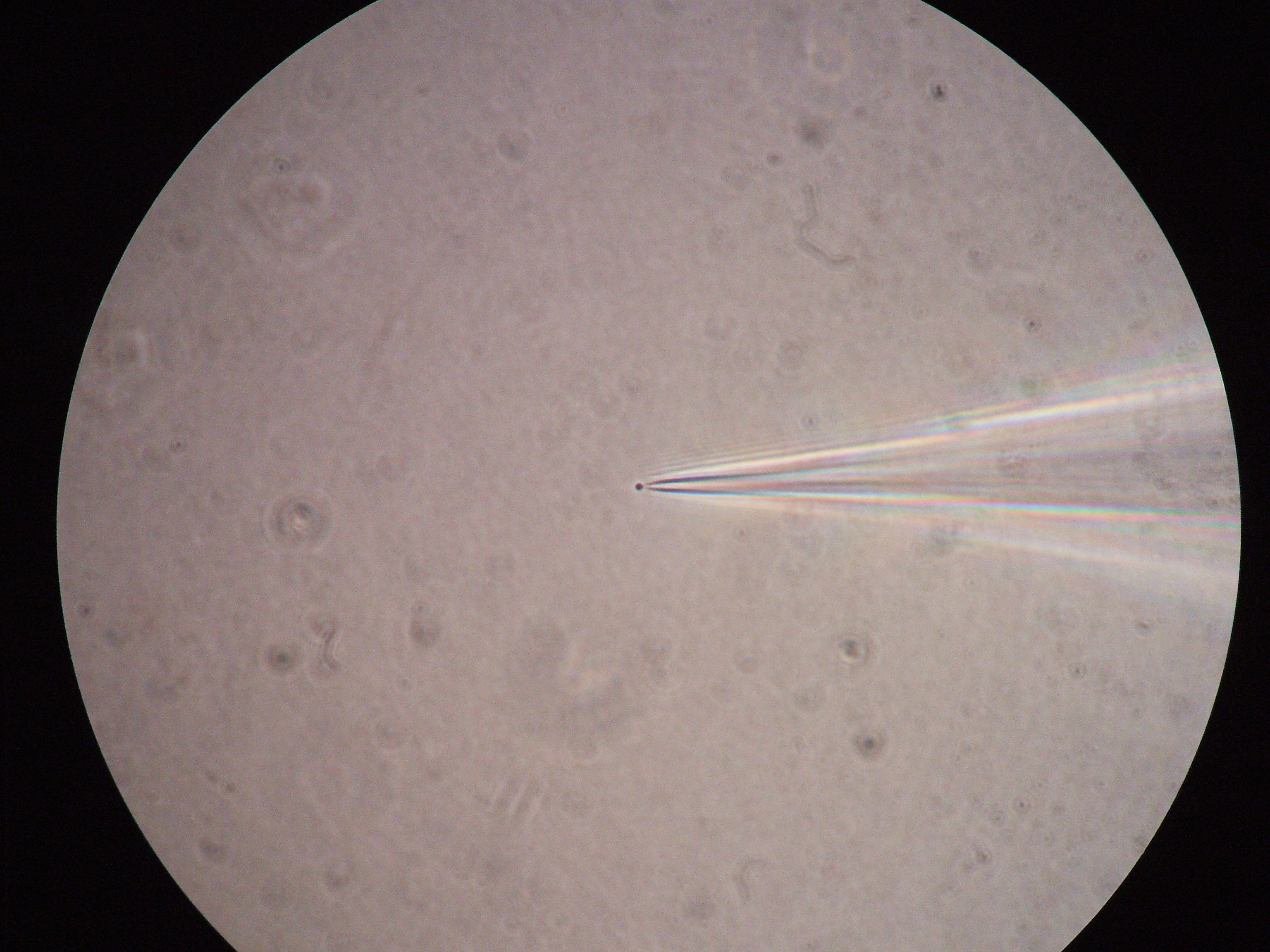
Un esferoplast bacterià pegat amb una pipeta de vidre

La tècnica del patch clamp és una tècnica de laboratori en electrofisiologia que s'utilitza per estudiar els corrents iònics en cèl·lules vives individuals aïllades, seccions de teixit o pegats de membrana cel·lular. La tècnica és especialment útil en l'estudi de cèl·lules excitables com neurones, cardiomiòcits, fibres musculars i cèl·lules beta pancreàtiques, i també es pot aplicar a l'estudi de canals iònics bacterians en esferoplasts gegants especialment preparats.

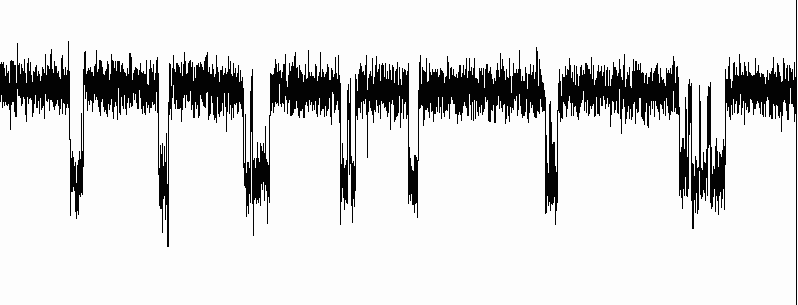
Un enregistrament de pinça de pegat del corrent revela transicions entre dos estats de conductància d'un sol canal iònic: tancat (a la part superior) i obert (a la part inferior).

La fixació del pegat es pot realitzar mitjançant la tècnica de fixació de tensió. En aquest cas, l'experimentador controla la tensió a través de la membrana cel·lular i es registren els corrents resultants. Alternativament, es pot utilitzar la tècnica de pinça de corrent. En aquest cas, el corrent que passa per la membrana és controlat per l'experimentador i els canvis de tensió resultants es registren, generalment en forma de potencials d'acció.
Erwin Neher i Bert Sakmann van desenvolupar la pinça de pegat a finals dels anys setanta i principis dels vuitanta. Aquest descobriment va permetre registrar per primera vegada els corrents de molècules d'un sol canal iònic, cosa que va millorar la comprensió de la implicació dels canals en els processos cel·lulars fonamentals com els potencials d'acció i l'activitat nerviosa. Neher i Sakmann van rebre el Premi Nobel de Fisiologia o Medicina l'any 1991 per aquest treball.

Representació esquemàtica d'un dispositiu d'extracció de pipetes utilitzat per preparar micropipetes per a la pinça de pegat i altres enregistraments

## Tècnica bàsica
Durant l'enregistrament d'una pinça de pegat, un tub de vidre buit conegut com a micropipeta o pipeta de pegat ple d'una solució d'electròlit i un elèctrode de gravació connectat a un amplificador es posa en contacte amb la membrana d'una cèl·lula aïllada. Un altre elèctrode es col·loca en un bany que envolta la cèl·lula o el teixit com a elèctrode de terra de referència. Es pot formar un circuit elèctric entre l'elèctrode d'enregistrament i de referència amb la cel·la d'interès entremig.

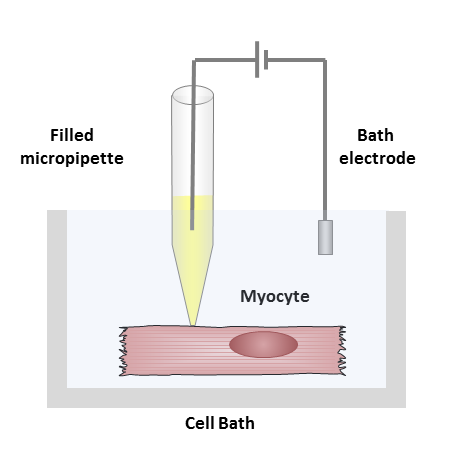
Circuit format durant la pinça de pegat de cèl·lula sencera o perforada

La solució que omple la pipeta del pegat pot coincidir amb la composició iònica de la solució del bany, com en el cas de l'enregistrament adjunt a la cèl·lula, o coincidir amb el citoplasma, per a l'enregistrament de cèl·lules senceres. La solució de la solució de bany pot coincidir amb la solució extracel·lular fisiològica, el citoplasma, o ser totalment no fisiològica, depenent de l'experiment a realitzar. L'investigador també pot canviar el contingut de la solució de bany (o menys comunament la solució de pipeta) afegint ions o fàrmacs per estudiar els canals iònics en diferents condicions.
Depenent del que l'investigador intenti mesurar, el diàmetre de la punta de la pipeta utilitzada pot variar, però acostuma a estar en el rang del micròmetre. Aquesta petita mida s'utilitza per tancar una àrea de superfície de membrana cel·lular o "pegat" que sovint conté només una o poques molècules de canal iònic. Aquest tipus d'elèctrode és diferent del "microelèctrode afilat" utilitzat per perforar cèl·lules en els enregistraments intracel·lulars tradicionals, ja que està segellat a la superfície de la membrana cel·lular, en lloc d'inserir-se a través d'ella.